# Vazul
Vazul, más néven Vászoly (990 körül – 1037) magyar herceg, Mihály fia, Taksony fejedelem unokája, I. István magyar király unokatestvére. Imre herceg halála után István megvakíttatta, fiait pedig száműzte. A Képes krónika szerint azonban Vazult akarta utódnak megtenni István, és Gizella vakíttatta meg a herceget, ami után István külföldre menekítette unokaöccsének gyerekeit.
Mindazonáltal Aba Sámuel és Péter uralkodása után csak az ő utódai ültek a magyar trónon, egészen az Árpád-ház kihalásáig.

## Neve
Neve a görög Baszileiosz magyar változata, ami alapján sokan úgy gondolják, hogy ez bizánci rítusú keresztségben nyert neve. Az utókor szerint viszont feleségével nem élt keresztényi házasságban. Vazul neve a Vászoly helynevekben maradt fenn.

## Családja
Géza fejedelem öccsének, Mihálynak a fia, azaz I. István unokatestvére volt. Egy Tátony nemzetségbeli nőt vett feleségül. Három fia volt, András, Béla és Levente, Andrásból és Bélából később király lett. Anonymus, Kézai Simon és a 14. századi krónikakompozíció tévesen és tendenciózusan azt állítják, hogy említett fiai testvérének, Szár Lászlónak a fiai voltak.
A korai krónikák, így a Zágrábi krónika, a Váradi rövid krónika és az ősgeszta még Vazul fiainak mondja a három herceget, csak a 12. században cserélte ki egy krónikaíró Vazult Szár Lászlóra.
Testvérének, Szár Lászlónak volt egy fia, Bogyiszló (más változatokban Domoszláv vagy Bonuzló).

## Élete
I. István fia, Imre herceg halála után igényt tarthatott a trónra. István először valószínűleg őt jelölte, és ennek jeleként neki adta a jövedelmező nyitrai dukátust.
Később, Kézai Simon szerint Gizella királyné nyomására István Orseolo Pétert, Géza leányági unokáját nevezte meg utódának. Ez Benedikty Béla elemzése szerint valószínűtlen, ugyanis István halála után Péter és Gizella viszonya ismétlődő konfliktusok sora volt.
Vazul nem akarta elismerni Pétert a trón örököséül. István kisebbik legendája szerint részt vett egy összeesküvésben, amiért István elfogatta, és Nyitrán őriztette. Végül, hogy az uralkodásra alkalmatlanná tegye, szemeit kitolatta, fiait pedig száműzte. A krónikák egyöntetűen megegyeznek abban, hogy a megvakítás Gizella királyné parancsára történt Péter trónutódlásának elősegítése érdekében — ezzel valószínűleg az Istvánról kialakított képet kívánták kedvezőbbé tenni.
A 14. századi krónikakompozíció szerint fülébe ólmot öntöttek („Sebös tehát megelőzte a király küldöttét, kitolta Vazul szemeit és ólmot öntött fülének üregébe”). Ennek hitelét sokan kétségbe vonják, ez (a fentiekhez hasonlóan) lehet a szent király mentegetése.
Vazulról megvakítása után többé nincs szó. A történészek feltételezik, hogy belehalt a tortúrába vagy annak következményeibe.

## Alakja a művészetekben
- Vászoly szerepel a 2000-ben készült veled uram! című rockoperában Gazdag Tibor alakításában.
- A 2014-ben készült Vazul vére című rockopera Vazul, valamint első fia, Levente herceg életét mutatja be.